# Massimo Bordin
Massimo Bordin (Roma, 18 agosto 1951 – Roma, 17 aprile 2019) è stato un giornalista e conduttore radiofonico italiano.

## Biografia
Da giovane aderì alla IV Internazionale e fu per anni un convinto trotskista; prima di approdare a Radio Radicale fece esperienza radiofonica a Radio Città Futura, insieme a Giulio Savelli e Renzo Rossellini. Direttore di Radio Radicale dal 1991 al 31 luglio 2010, curava dal lunedì al venerdì Stampa e Regime, la rassegna stampa dedicata ai temi politici della giornata. Il programma era introdotto dal Requiem di Mozart, e fu trasmesso per qualche tempo anche in video da RED TV.
Alle elezioni europee del 1999 e poi a quelle del 2004 si candidò con la lista Emma Bonino, senza essere eletto.
Il 9 luglio 2010 annunciò le sue dimissioni dalla direzione di Radio Radicale, per insanabili divergenze con il suo editore di riferimento, Marco Pannella. Continuerà comunque a lavorare per la testata per la quale, per anni, sarebbe stato interlocutore di Marco Pannella nella conversazione domenicale con il leader radicale.
Insieme alla giornalista Fiamma Nirenstein condusse Mediorientale, rubrica che ogni sette giorni presentava un'intervista su questioni mediorientali. Curò lo Speciale Giustizia e la rubrica America Sociale, con Giovanna Pajetta.
Il 17 aprile 2019 Radio Radicale diede l'annuncio della sua morte. Da tempo Bordin era affetto da un tumore ai polmoni. Il funerale laico si svolse dopo due giorni nell'aula magna della facoltà teologica valdese a Roma.

## Premio Massimo Bordin per giornalismo e informazione giudiziaria
Il 19 aprile 2019 l'Unione delle Camere Penali ha deciso di istituire un premio intitolato a Massimo Bordin, da assegnare ogni anno, d'intesa con l'Osservatorio per l'Informazione Giudiziaria UCPI,  al giornalista o alla testata giornalistica che si sarà maggiormente distinta per correttezza e completezza della informazione fornita su casi e vicende giudiziarie, con particolare riguardo al concreto rispetto della dignità delle persone coinvolte e del principio costituzionale di presunzione di non colpevolezza.

## Riconoscimenti e omaggi
- Coppa d'argento del Centro culturale di Saint-Vincent nel maggio 2002
- Premio Antonio Russo per il giornalismo di guerra nel novembre 2002
- Nel 2009 vinse il Premiolino, sezione radio, con la seguente motivazione: " il collega che da anni ci sveglia ogni mattina con le sue puntuali, professionali e graffianti rassegne stampa, cesellando i fatti con opinioni di rara acutezza libertaria ".
- Dal 2019 la Sala Stampa della Regione Lazio è intitolata a Bordin.
- A Latina il 14 Aprile 2023 è stato tenuto un incontro culturale in memoria di Massimo Bordin presso la Sala Conferenze in via XXIV maggio n.7.